# Vườn quốc gia Tam Đảo
Vườn quốc gia Tam Đảo là một vườn quốc gia của Việt Nam, nằm trọn trên dãy núi Tam Đảo, một dãy núi lớn dài trên 80 km, rộng 10–15 km chạy theo hướng Tây Bắc-Đông Nam. Vườn trải rộng trên ba tỉnh Vĩnh Phúc (huyện Tam Đảo), Thái Nguyên (huyện Đại Từ) và Tuyên Quang (huyện Sơn Dương), cách Hà Nội khoảng 75 km về phía Bắc.
Tọa độ địa lý của Vườn quốc gia Tam Đảo: 21°21'-21°42' vĩ Bắc và 105°23'-105°44' kinh Đông.

## Lịch sử
Ngày 24/1/1977, thủ tướng chính phủ ra quyết định số 41/TTg công nhận việc thành lập Khu rừng cấm Tam Đảo thuộc địa giới 3 tỉnh, Vĩnh Phúc, Thái Nguyên, Tuyên Quang Với tổng diện tích 19.000 ha.
Ngày 6 tháng 3 năm 1986, Thủ tướng Chính phủ đã ra quyết định số 136/TTg về việc phê duyệt "Dự án khả thi đầu tư xây dựng Vườn quốc gia Tam Đảo".
Ngày 15 tháng 5 năm 1996 Bộ trưởng Bộ Nông nghiệp và Phát triển Nông thôn đã có quyết định số 601 NN-TCCB/QĐ về việc thành lập Vườn quốc gia Tam Đảo trực thuộc Bộ Nông nghiệp và Phát triển Nông thôn.

## Đặc điểm

### Địa hình
Vườn quốc gia Tam Đảo là vùng núi cao nằm trọn trong dãy núi Tam Đảo. Đây là dãy núi có trên 20 đỉnh cao từ 1.000m trở lên so với mặt nước biển, cao nhất là đỉnh Tam Đảo Nord 1.597m. Địa hình ở đây có đặc điểm là đỉnh nhọn, sườn rất dốc, độ chia cắt sâu, dày bởi nhiều dông phụ gần như vuông góc với dông chính.

### Thổ nhưỡng
Điều tra, nghiên cứu của các nhà khoa học cho thấy Vườn quốc gia Tam Đảo có bốn loại đất chính gồm đất feralit mùn vàng phát triển trên đá macma axít, xuất hiện ở độ cao từ 700 m trở lên, có diện tích 8.968 ha; đất feralit mùn vàng đỏ phân bố trên núi thấp từ độ cao 400–700 m, phát triển trên đá macma kết tinh có diện tích 9.292 ha; đất feralit đỏ vàng phát triển trên nhiều loại đá khác nhau ở độ cao 100–400 m, có diện tích 1.7606 ha; và cuối cùng là loại đất đất dốc tụ và phù sa ở độ cao từ 100 m trở xuống có diện tích 1.017 ha.

### Khí hậu
Dãy núi Tam Đảo tạo ra 2 sườn Đông và Tây rõ rệt, lượng mưa hàng năm khác nhau đã góp phần tạo nên các tiểu vùng khí hậu khác biệt. Đây cũng là yếu tố tạo ra 2 đai khí hậu nóng ẩm, nhiệt đới mưa mùa từ độ cao 700–800 m trở xuống và đai khí hậu á nhiệt đới mưa mùa, cũng như một số khu vực có nhiệt độ, lượng mưa rất khác nhau của Tam Đảo. Tất cả tạo nên một Vườn quốc gia Tam Đảo được che phủ bởi một lớp thảm thực vật dày đặc, nhiều tầng và đa dạng về loài, đa dạng về quần xã sinh học và hệ sinh thái.
| Dữ liệu khí hậu của Tam Đảo                                  | Dữ liệu khí hậu của Tam Đảo | Dữ liệu khí hậu của Tam Đảo | Dữ liệu khí hậu của Tam Đảo | Dữ liệu khí hậu của Tam Đảo | Dữ liệu khí hậu của Tam Đảo | Dữ liệu khí hậu của Tam Đảo | Dữ liệu khí hậu của Tam Đảo | Dữ liệu khí hậu của Tam Đảo | Dữ liệu khí hậu của Tam Đảo | Dữ liệu khí hậu của Tam Đảo | Dữ liệu khí hậu của Tam Đảo | Dữ liệu khí hậu của Tam Đảo | Dữ liệu khí hậu của Tam Đảo |
| Tháng                                                        | 1                           | 2                           | 3                           | 4                           | 5                           | 6                           | 7                           | 8                           | 9                           | 10                          | 11                          | 12                          | Năm                         |
| ------------------------------------------------------------ | --------------------------- | --------------------------- | --------------------------- | --------------------------- | --------------------------- | --------------------------- | --------------------------- | --------------------------- | --------------------------- | --------------------------- | --------------------------- | --------------------------- | --------------------------- |
| Cao kỉ lục °C (°F)                                           | 26.2 (79.2)                 | 28.8 (83.8)                 | 30.7 (87.3)                 | 32.1 (89.8)                 | 33.4 (92.1)                 | 33.1 (91.6)                 | 31.8 (89.2)                 | 32.4 (90.3)                 | 30.8 (87.4)                 | 29.5 (85.1)                 | 27.3 (81.1)                 | 24.7 (76.5)                 | 33.4 (92.1)                 |
| Trung bình ngày tối đa °C (°F)                               | 14.0 (57.2)                 | 14.8 (58.6)                 | 17.9 (64.2)                 | 21.7 (71.1)                 | 25.1 (77.2)                 | 26.2 (79.2)                 | 26.3 (79.3)                 | 25.9 (78.6)                 | 24.9 (76.8)                 | 22.4 (72.3)                 | 19.3 (66.7)                 | 16.2 (61.2)                 | 21.2 (70.2)                 |
| Trung bình ngày °C (°F)                                      | 11.2 (52.2)                 | 12.2 (54.0)                 | 15.3 (59.5)                 | 18.8 (65.8)                 | 21.7 (71.1)                 | 23.0 (73.4)                 | 23.2 (73.8)                 | 22.8 (73.0)                 | 21.6 (70.9)                 | 19.1 (66.4)                 | 15.9 (60.6)                 | 12.7 (54.9)                 | 18.1 (64.6)                 |
| Tối thiểu trung bình ngày °C (°F)                            | 9.5 (49.1)                  | 10.4 (50.7)                 | 13.5 (56.3)                 | 16.8 (62.2)                 | 19.4 (66.9)                 | 20.9 (69.6)                 | 21.1 (70.0)                 | 20.8 (69.4)                 | 19.7 (67.5)                 | 17.1 (62.8)                 | 13.8 (56.8)                 | 10.7 (51.3)                 | 16.1 (61.0)                 |
| Thấp kỉ lục °C (°F)                                          | 0.4 (32.7)                  | 0.0 (32.0)                  | 0.5 (32.9)                  | 5.3 (41.5)                  | 9.5 (49.1)                  | 14.3 (57.7)                 | 16.2 (61.2)                 | 17.3 (63.1)                 | 10.6 (51.1)                 | 9.1 (48.4)                  | 4.5 (40.1)                  | 1.1 (34.0)                  | 0.0 (32.0)                  |
| Lượng Giáng thủy trung bình mm (inches)                      | 37 (1.5)                    | 47 (1.9)                    | 83 (3.3)                    | 142 (5.6)                   | 234 (9.2)                   | 375 (14.8)                  | 433 (17.0)                  | 456 (18.0)                  | 328 (12.9)                  | 226 (8.9)                   | 96 (3.8)                    | 36 (1.4)                    | 2.491 (98.1)                |
| Số ngày giáng thủy trung bình                                | 16.8                        | 18.0                        | 21.0                        | 19.7                        | 17.8                        | 18.4                        | 20.0                        | 20.3                        | 16.3                        | 13.6                        | 10.6                        | 10.6                        | 203.1                       |
| Độ ẩm tương đối trung bình (%)                               | 89.2                        | 91.5                        | 91.3                        | 91.2                        | 88.3                        | 88.1                        | 88.8                        | 89.0                        | 85.8                        | 83.2                        | 81.6                        | 82.8                        | 87.6                        |
| Số giờ nắng trung bình tháng                                 | 61                          | 46                          | 59                          | 79                          | 133                         | 120                         | 137                         | 126                         | 136                         | 130                         | 112                         | 109                         | 1.250                       |
| Nguồn: Vietnam Institute for Building Science and Technology |                             |                             |                             |                             |                             |                             |                             |                             |                             |                             |                             |                             |                             |

### Diện tích, kiểu rừng
Vườn quốc gia Tam Đảo rộng 34.995 ha, trong đó có 26.163 ha rừng, chủ yếu là dạng rừng tự nhiên mưa ẩm thường xanh với độ che phủ chiếm 70% diện tích toàn vườn. Ngoài ra, trong Vườn quốc gia Tam Đảo cũng tồn tại một số kiểu rừng khác như rừng kín thường xanh mưa ẩm á nhiệt đới núi thấp, rừng lùn trên đỉnh núi, rừng tre nứa, rừng phục hồi sau khai thác, rừng trồng, trảng cây bụi, trảng cỏ.

### Hệ động thực vật

#### Thực vật
Vườn quốc gia Tam Đảo có 1.282 loài thực vật thuộc 660 chi thuộc 179 họ thực vật bậc cao có mạch, trong đó có các loài điển hình cho vùng cận nhiệt đới. Có 42 loài đặc hữu và 64 loài quý hiếm cần được bảo tồn và bảo vệ như hoàng thảo Tam Đảo (Dendrobium daoensis), trà hoa dài (Camellia longicaudata), trà hoa vàng Tam Đảo (Camellia petelotii), hoa tiên (Asarum petelotii), chùy hoa leo (Molas tamdaoensis), trọng lâu kim tiền (Paris delavayi).

#### Động vật
Vườn quốc gia này cũng có 163 loài động vật thuộc 158 họ của 39 bộ, trong 5 lớp là: thú (Mammalia); chim (Aves); bò sát (Reptilia); ếch nhái (Amphibia) và côn trùng (Insecta). Vườn có tới 239 loài chim với nhiều loài có màu lông đẹp như vàng anh, sơn tiêu trắng, sơn tiêu hồng, sơn tiêu đỏ, có những loài quý hiếm như gà tiền, gà lôi trắng; có 64 loài thú với những loài có giá trị như sóc bay, báo gấm, hổ, gấu ngựa, cầy mực, vượn, voọc đen, v.v. Có 39 loài động vật đặc hữu, trong đó có 11 loài loài đặc hữu hẹp chỉ có ở Vườn quốc gia Tam Đảo như rắn sãi angen (Amphiesma angeli); rắn ráo thái dương (Boiga multitempolaris); cá cóc Tam Đảo (Paramerotriton deloustali) và 8 loài côn trùng.

## Giá trị nghiên cứu, du lịch
Trong Vườn quốc gia Tam Đảo có nhiều địa danh thích hợp cho nghỉ mát, du lịch như Thác Bạc, Đền Mẫu Bà Chúa Thượng Ngàn, cầu Đái Tuyết, Am Gió Thang Mây, cột phát sóng truyền hình ở độ cao 1.200 m.